# Fort Lauderdale Stadium
Fort Lauderdale Stadium é um estádio de beisebol localizado em Fort Lauderdale, Flórida ao lado do Lockhart Stadium. O Fort Lauderdale Stadium foi recentemente alugado à Traffic Sports USA (proprietária do Fort Lauderdale Strikers) até junho de 2011.